# Zbigniew Sylwan Grzybowski

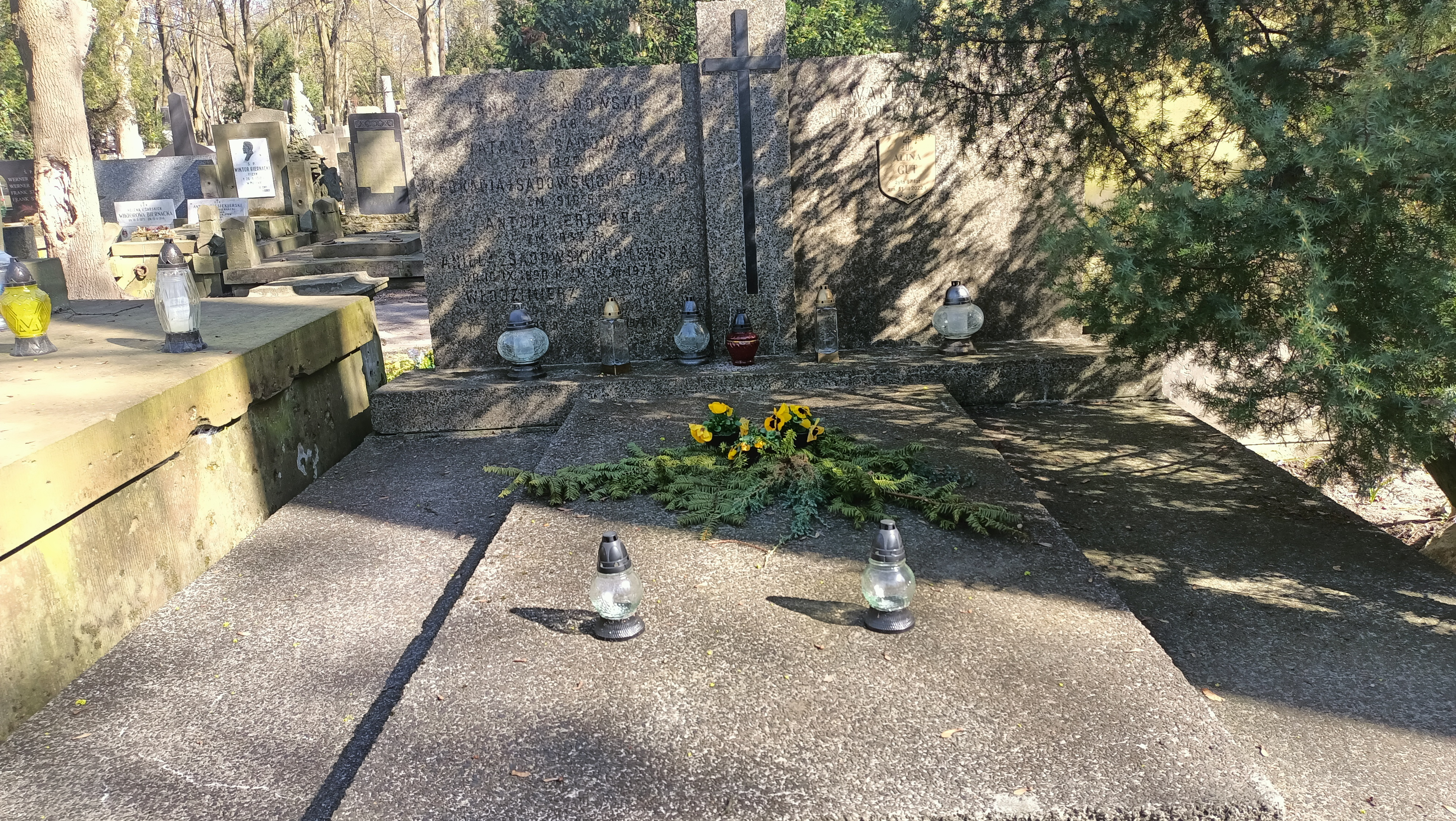
Grób Zbigniewa Sylwana Grzybowskigo na cmentarzu Powązkowskim w Warszawie

Zbigniew Sylwan Grzybowski (ur. 25 stycznia 1931 w Błoniu, zm. 27 grudnia 1992 w Cardiff) – polski pianista.
W 1931 roku ukończył Państwowe Gimnazjum im. Stefana Batorego w Warszawie. W 1937 roku ukończył ze złotym medalem Wyższą Szkołę Muzyczną im. Fryderyka Chopina Warszawskiego Towarzystwa Muzycznego w klasie fortepianu prof. Józefa Śmidowicza. W lutym 1937 roku brał udział w III Konkursie Chopinowskim uzyskując dyplom honorowy. Przez krótki był wykładowcą w Wyższej Szkole Muzycznej. Ukończył w stopniu podporucznika  radiotelegrafisty Szkołę Podchorążych w Zegrzu.
Po wybuchu II wojny światowej, we wrześniu 1939 roku walczył w VI Batalionie Łączności. Dostał się do niewoli radzieckiej, przebywał w obozach: Kozielsk, Gniezdowo, Pawliszczew Bor i Griazowiec. Uwolniony dostał się do II Korpusu gen. Władysława Andersa, służył jako porucznik rezerwy w Dowództwie Armii, w dziale Oświaty i Kultury. W 1945 roku zamieszkał w Egipcie, gdzie poznał pracownicę Misji Amerykańskiej Marię Dziwott, z którą wziął ślub. W 1947 roku Grzybowscy przenieśli się do Cardiff w Wielkiej Brytanii, gdzie był profesorem w Royal Welsh Colleg of Music and Drama. Pracował tam aż do przejścia na emeryturę w połowie lat 80. Przed świętami Bożego Narodzenia 1992 roku miał niegroźny wypadek samochodowy. Zmarł nagle 27 grudnia, w swoim domu.
Został pochowany na cmentarzu Powązkowskim w Warszawie (kwatera 92-1-22).

## Odznaczenia
Otrzymał brytyjskie odznaczenia: War Star 1939-1945, Italy Star, War Medal 1939-1945 i Defence Medal 1939-1945 oraz Złoty Krzyż Zasługi za krzewienie kultury i muzyki polskiej (od Rządu RP na uchodźctwie).